# Glamour

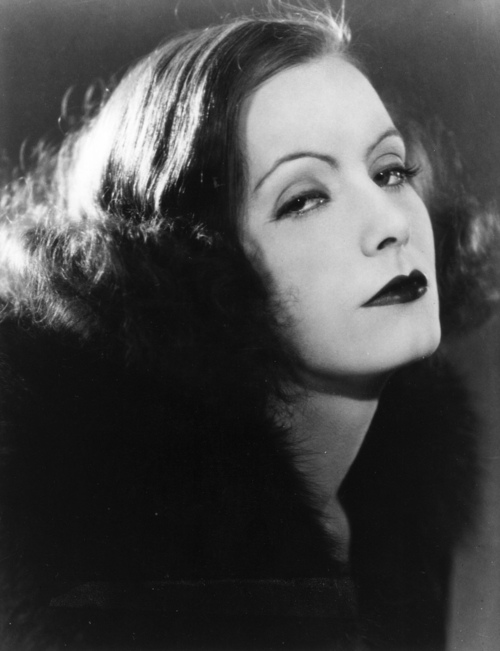
Ruth Harriet Louise: „Glamour-Foto“ von Greta Garbo, um 1930

Glamour (aus englisch glamour für „[der] Glanz“, ursprünglich aus dem Schottischen) bezeichnete ursprünglich einen Zauberspruch oder eine Verhexung. Heute als Attraktivität bzw. Faszinosum verstanden, bezeichnet [der] Glamour ein besonders prunkvolles oder elegantes Auftreten oder Selbstdarstellen in der Öffentlichkeit, das sich von Alltag und Durchschnitt abhebt. Eine Person, Veranstaltung oder ein Kleidungsstück können zudem glamourös sein.

Glamour bezieht sich auf die gesamte Aufmachung (einer Person) und kann nicht an Einzelheiten (Kleidung, Reichtum, Ruhm) festgemacht werden.
Man findet den Ausdruck etwa im Musikstil Glam Rock, er wird aber auch allgemein für das Verhalten von Stars in Musik und Film verwendet. Wer glamourös ist, verwendet viel Zeit auf sein Aussehen und seine Gesten, seine Selbstinszenierung, bewusst oder unbewusst. Das eigene Leben soll zum Kunstwerk werden. Ute Cohen veröffentlichte 2025 ein vielfach beachtetes Essay zum Thema.